# Чемпіонат світу з трекових велоперегонів 2017 — скретч (жінки)
Змагання зі скретчу серед жінок на Чемпіонаті світу з трекових велоперегонів 2017 відбулись 12 квітня.

## Результати
Виграє велогонщиця, який першою перетнула фінішну лінію без відставання на коло.
| Місце | Ім'я                | Країна          | Кола відставання |
| ----- | ------------------- | --------------- | ---------------- |
| 1     | Ракеле Барб'єрі     | Італія          |                  |
| 2     | Елінор Баркер       | Велика Британія |                  |
| 3     | Жольєн Д'Ор         | Бельгія         |                  |
| 4     | Сара Гаммер         | США             |                  |
| 5     | Кірстен Вілд        | Нідерланди      |                  |
| 6     | Джасмін Дюрінг      | Канада          |                  |
| 7     | Хуан Лі             | КНР             | −1               |
| 8     | Дяо Сяо Цзюань      | Гонконг         | −1               |
| 9     | Крістіна Клонан     | Австралія       | −1               |
| 10    | Роксан Фурньє       | Франція         | −1               |
| 11    | Тетяна Клімченко    | Україна         | −1               |
| 12    | Альжбета Павлендова | Словаччина      | −1               |
| 13    | Лусіє Гохманн       | Чехія           | −1               |
| 14    | Ана Усабіага        | Іспанія         | −1               |
| 15    | Лідія Гарлі         | Ірландія        | −1               |
| 16    | Аніта Стенберг      | Норвегія        | −1               |
| 17    | Євгенія Романюта    | Росія           | −1               |
| 18    | Верена Ебергардт    | Австрія         | −1               |
| 19    | Юстина Качковська   | Польща          | −1               |
| 20    | Аушріне Требайте    | Литва           | −1               |
| 21    | Мінамі Увано        | Японія          | −1               |
| 22    | Татьяна Паллер      | Німеччина       | DNF              |